# Dear John (film)
Dear John is een Amerikaanse romantische/oorlogsfilm die uitkwam op 5 februari 2010. De regisseur is Lasse Hallström en de hoofdrollen worden gespeeld door Channing Tatum, Amanda Seyfried en Scott Porter. De film is een verfilming van de gelijknamige roman van Nicholas Sparks.

## Verhaal
Een jonge soldaat John Tyree (Channing Tatum), is met verlof en wordt verliefd op de schitterende, maar conservatieve studente Savannah Lynn Curtis (Amanda Seyfried). De twee beleven een mooie tijd en wanneer John weer op uitzending gestuurd wordt, beloven ze elkaar brieven te schrijven om hun liefde levend te houden.
De vader van John speelt een bijzondere rol in de film. Hij is hoogstwaarschijnlijk autistisch, en heeft een moeilijke relatie met zijn zoon. John schermt tijdens de film met zijn liefde voor Savannah en de relatie met zijn vader. Hij krijgt een aantal grote tegenvallers te verwerken in de film. 

## Rolverdeling
- Channing Tatum - John Tyree
- Amanda Seyfried - Savanah Lynn Curtis
- Scott Porter - Randy
- Henry Thomas - Tim Wheddon
- Richard Jenkins - Mr Tyree (Johns vader)
- Leslea Fisher - Susan
- Mary Rachel Dudley - Mrs. Curtis
- Bryce Hayes - Jerry
- Gavin McCulley - Starks

## Muziek
De muziek voor Dear John werd gecomponeerd door Deborah Lurie, die de muziek opnam met het Hollywood Studio Symphony in de Warner Brothers Eastwood Scoring Stage. Een muziekalbum van de film werd op 2 februari 2010 verwacht.